# Maharani Devi
Maharani Devi, död 242 f.Kr., var en drottning av Mauryariket, gift med kung (ofta kallad kejsare) Ashoka (regent 273–232 f.Kr.).
Hon var Ashokas första hustru.
Hon var dotter till en köpman, och Ashoka gifte sig med henne när han var kronprins och guvernör i 	Ujjain. Hon beskrivs som Ashokas favorithustru, men på grund av hennes bakgrund ansågs hon inte kunna spela rollen som drottning offentligt. Därför övergav Ashoka henne och lämnade kvar henne i Ujjain när han blev kung år 273, och gifte sig istället med Asandhimitra, vars familj hade högre status. 